# Campeonato Brasileiro de Voleibol Feminino de 1985
O Campeonato Brasileiro de Voleibol de Clubes de 1985 foi a oitava edição da competição na variante feminina com esta nomenclatura. O torneio foi realizado entre 1985 e janeiro de 1986, com equipes representando seis estados.

## Participantes
Bradesco, Rio de Janeiro

 Minas, Belo Horizonte

 Supergasbrás, Rio de Janeiro

 Paulistano, São Paulo

 Pirelli, São Paulo

 Lufkin, São Paulo

## Final
| janeiro de 1986 | Supergasbrás | 3 — 1                   | CA Paulistano | Ginásio do Tijuca Tênis Clube, Rio de Janeiro |
| janeiro de 1986 | 12 15        | Set 1 Set 2 Set 3 Set 4 | 15 5 7 13     | Ginásio do Tijuca Tênis Clube, Rio de Janeiro |